# Barbara Franklin
Pour les articles homonymes, voir Franklin.
Barbara Franklin, née Barbara Hackman Franklin le 19 mars 1940 à Lancaster (Pennsylvanie), est une femme politique américaine. 
Membre du Parti républicain, elle est secrétaire au Commerce entre 1992 et 1993 sous l'administration du président George H. W. Bush.